# Liste der Kulturgüter in Grossdietwil
Die Liste der Kulturgüter in Grossdietwil enthält alle Objekte in der Gemeinde Grossdietwil im Kanton Luzern, die gemäss der Haager Konvention zum Schutz von Kulturgut bei bewaffneten Konflikten, dem Bundesgesetz vom 20. Juni 2014 über den Schutz der Kulturgüter bei bewaffneten Konflikten sowie der Verordnung vom 29. Oktober 2014 über den Schutz der Kulturgüter bei bewaffneten Konflikten unter Schutz stehen.
Objekte der Kategorie A sind im Gemeindegebiet nicht ausgewiesen, Objekte der Kategorie B sind vollständig in der Liste enthalten, Objekte der Kategorie C fehlen zurzeit (Stand: 1. Januar 2023). Unter übrige Baudenkmäler sind zusätzliche Objekte zu finden, die im kantonalen Denkmalverzeichnis verzeichnet und nicht bereits in der Liste der Kulturgüter enthalten sind.

## Kulturgüter
| Foto |                                                                                                 | Objekt                                                              | Kat. | Typ | Standort                            | Beschreibung |
| ---- | ----------------------------------------------------------------------------------------------- | ------------------------------------------------------------------- | ---- | --- | ----------------------------------- | ------------ |
| ja   | Datei hochladen · Wikidata zu Gasthof Löwen (Q29785564)                                         | Gasthof Löwen KGS-Nr.: 03676                                        | B    | G   | Sandgrubenstrasse 1 633851 / 224604 |              |
| ja   | Datei hochladen · Wikidata zu Katholische Kirche St. Johannes Baptist (Q29785565)               | Katholische Kirche St. Johannes Baptist KGS-Nr.: 03677              | B    | G   | Kirchstrasse 9.1 634142 / 224610    |              |
| BW   | Datei hochladen · Wikidata zu Römischer-neuzeitlicher Siedlungs- und Sakralbereich (Q119821463) | Römischer-neuzeitlicher Siedlungs- und Sakralbereich KGS-Nr.: 17086 | B    | F   | Kirchstrasse N.N. 634131 / 224601   |              |

## Übrige Baudenkmäler
| ID   | Foto |                 | Objekt                                                   | Typ | Standort                                | Beschreibung |
| ---- | ---- | --------------- | -------------------------------------------------------- | --- | --------------------------------------- | ------------ |
| 16a  | BW   | Datei hochladen | Fundamente der mittelalterlichen Krypta auf dem Friedhof | F   | Pfrundweg N.N. 634105 / 224617          |              |
| 32   | BW   | Datei hochladen | Kellerräume des Gebäudes Nr. 32                          | G   | Luzernerstrasse 12 634069 / 224448      |              |
| 93b  | BW   | Datei hochladen | Getreidespeicher Erpolingen                              | G   | Roggliswilerstrasse 3.5 634782 / 227340 |              |
| 104a | BW   | Datei hochladen | Speicher Hof Neuheim                                     | G   | Eppenwilerstrasse 11.7 636036 / 227074  |              |
| 107a | BW   | Datei hochladen | Speicher Chneubüelerhof                                  | G   | Eppenwilerstrasse 13.2 636178 / 226854  |              |

Legende: Siehe Legende der Liste der Kulturgüter von nationaler und regionaler Bedeutung. Anstelle der KGS-Nummer wird als Objekt-Identifikator (ID) die Gebäudenummer im kantonalen Denkmalverzeichnis verwendet.